# Domingo Manrique
 Domingo José Manrique de Lara Peñate (ur. 24 lutego 1962 w Las Palmas) – hiszpański żeglarz sportowy, złoty medalista olimpijski z Barcelony.
W 1992 zwyciężył w klasie Latający Holender, pływał wspólnie z Luisem Doreste Blanco. Były to jego drugie igrzyska olimpijskie, debiutował w 1988. Brał również udział w igrzyskach w 1996 i 2000. Był złotym medalistą mistrzostw świata w 1995 w klasie Soling, w 1993 zajął trzecie miejsce. W Latających Holendrze sięgnął po brąz w 1991.